# (33667) Uttripathii
1999 JR95 (asteroide 33667) é um asteroide da cintura principal. Possui uma excentricidade de 0.11678530 e uma inclinação de 8.45939º.
Este asteroide foi descoberto no dia 12 de maio de 1999 por LINEAR em Socorro.